# جو فان فليت
جو فان فليت (بالإنجليزية: Jo Van Fleet)‏ هي ممثلة أمريكية، ولدت في 30 ديسمبر 1914 بكاليفورنيا في الولايات المتحدة، وتوفيت في 10 يونيو 1996 بنيويورك في الولايات المتحدة بسبب مرض. من الجوائز التي نالتها جائزة الأوسكار لأفضل ممثلة مساعدة عن عمل شرق عدن وجائزة توني لأفضل ممثلة بارزة في مسرحية ‏ سنة 1954.

## أعمال

### أفلام
- (1955) ساأبكي غدا
- (1955) شرق عدن[5][6][7]
- (1955) وشم الورد
- (1956) ملك وأربع ملكات
- (1957) النزاع المسلح في أو كيه كورال
- (1967) كول هاند لوك[8]
- (1976) المستأجر

## جوائز وترشيحات
جوائز
- جائزة الأوسكار لأفضل ممثلة مساعدة، عن عمل: شرق عدن
- جائزة توني لأفضل ممثلة بارزة في مسرحية [الإنجليزية]‏ (1954)

ترشيحات
- جائزة توني لأفضل ممثلة مسرحية [الإنجليزية]‏ (1958)
- جائزة البافتا عن فئة أكثر الممثلين الجدد وعدا في أدوار بطولية [الإنجليزية]‏، عن عمل: شرق عدن (1956)

## وصلات خارجية
- جو فان فليت على موقع IMDb (الإنجليزية)
- جو فان فليت على موقع ألو سيني (الفرنسية)
- جو فان فليت على موقع ميوزك برينز (الإنجليزية)
- جو فان فليت على موقع تيرنر كلاسيك موفيز (الإنجليزية)
- جو فان فليت على موقع أول موفي (الإنجليزية)
- جو فان فليت على موقع قاعدة بيانات برودواي على الإنترنت (الإنجليزية)
- جو فان فليت على موقع قاعدة بيانات الأفلام السويدية (السويدية)
- جو فان فليت على موقع إن إن دي بي (الإنجليزية)
- جو فان فليت على موقع ديسكوغز (الإنجليزية)
- جو فان فليت على موقع قاعدة بيانات الفيلم (الإنجليزية)